# WSDL
WSDL (engleză Web Services Description Language) sau Limbajul de Descriere a Serviciilor Web este un limbaj bazat pe XML ce oferă un model de descriere a serviciilor web. Versiunea curentă a WSDL este 2.0; versiunea 1.1 nu a fost acceptată de W3C, deoarece pentru fiecare proiect realizat trebuie să existe o recomandare de la W3C. WSDL 1.2 a fost re-denumit WSDL 2.0 deoarece a adus modificări substanțiale față de WSDL 1.1. Spre deosebire de WSDL 1.1, care accepta ca metode de interogare doar GET și POST, WSDL 2.0 acceptă toate metodele de interogare HTTP care există. De asemenea WSDL 2.0 oferă un suport mai bun pentru așa-numitele RESTful Web Services (servicii Web REST), mult mai simplu de implementat. Totuși suportul acestei specificații este încă slab dezvoltat în Software Development Kit (SDK) (engl.: Trusa de dezvoltare a programelor) pentru Serviciul Web, care adesea oferă unelte doar pentru WSDL 1.1.
WSDL defineste serviciile ca o colectie de porturi, sau puncte terminale într-o rețea. Specificarea WSDL oferă un format XML pentru documentele de această categorie. Definirea abstractă a porturilor și mesajelor este separată de instanță, sau de întrebuințarea lor concretă, aceasta permițând reutilizarea acestei definiri. Un port se definește ca asocierea unei adrese de rețea cu o legătură reutilizabilă, iar o colecție de porturi definește un serviciu. Mesajele reprezintă descrierile abstracte ale datelor ce urmează a fi interschimbate, în timp ce tipurile de porturi reprezintă colecțiile abstracte ale operațiunilor suportate. Protocolul concret și formatul de date al specificației pentru un anumit tip de porturi constituie o legătură reutilizabilă, unde mesajele si operațiunile corelează cu un anumit protocol din rețea și cu un format de mesaje. Pe această cale, WSDL descrie interfața publică pentru serviciile web. 
WSDL este adesea utilizat în combinație cu SOAP și XML Schema pentru a oferi servicii Web prin intermediul Internetului. Un program client conectându-se la un serviciu web poate citi WSDL pentru a determina ce funcții sunt permise de acest server. Orice tip de date special folosit și implementat în fișierul WSDL în formă de XML Schema. De asemenea clientul poate utiliza SOAP pentru ca eventual să cheme una din funcțiile conținute de WSDL. 
XLANG este o extensie a WSDL, iar descrierea unui serviciu XLANG este o descriere a unui serviciu WSDL cu un element de extensie ce descrie modul de funcționare a serviciului ca o parte a unui proces de afacere (Business Process Execution Language).